# Gaziantep (település)
Gaziantep (korábbi nevén Antep; oszmán-törökül Ayintap) Törökország Gaziantep tartományának székhelye. A város Törökország hatodik legnagyobb városa, és a Délkelet-anatóliai régió legnépesebb települése. Jelentős a pisztáciatermelése; a növény török neve (antep fıstığı) is a város nevéből származik. A város labdarúgócsapata, a Gaziantepspor az első osztályban szerepel. A városnak 1976 óta saját repülőtere van, mely 1993 óta nemzetközi járatokat is fogad.

## Nevének eredete
Az ókorban Doliche vagy Dolichenus néven ismerték, kurdul Dîloknak hívták. Az arabok, szeldzsuk törökök és az oszmánok Ajn Táb (ʿAyn Tāb, modern török írással Ayintap) néven hivatkoztak rá. A város a török függetlenségi háború idején hosszú ideig küzdött a francia megszállás ellen, ezért a török parlament 1921. február 8-án a Gazi, azaz „hős” nevet ajándékozta Antepnek.

## Története
Gaziantepet a világ legrégebben, megszakítás nélkül lakott települései közé sorolják. Az ókori Dolichenus (törökül Dülük) nevű település a mai várostól 12 km-re fekszik, a Szíriát és Mezopotámiát Belső-Anatóliával összekötő úthálózat egyik csomópontja volt. Kr. e. 1800 és 1200 között a Hettita Birodalom részét képezte, majd asszír kézre került. Kr. e. 334-ben Nagy Sándor hódította meg. Kr. e 190-ben a Római Birodalomhoz csatolták, Kr. u. 395-ben pedig Bizánc fennhatósága alá került.
A bizánci időkben a terület határvidék volt, a bizánci-arab összecsapások gyakori helyszíne, így várat emeltek a terület védelmére. 499-ben az Urfát és Diyarbakırt is érintő földrengés a várat földig rombolta, I. Justinianus (527–565) idején építették újjá. A bizánciak Tolonbh néven ismerték a várost, nem tudni, mikor kezdték el az Antep nevet használni.
1067-ben az Anatóliába betörő szeldzsuk törökök Antakyával együtt Antepet is meghódították. 1098-ban a keresztesek uralma alá került, akiktől a moszuli Núr ad-Dín atabég hódította vissza a területet 1149-ben. 1157-ben a szeldzsuk II. Kılıçarslan hódította meg a várost. 1259-ben Antep az elsők között került mongol kézre, akiket Kutuz mamlúk szultán győzött le egy évvel később a palesztinai Ajn Dzsálút mellett. Az 1300-as években a terület az anatóliai emírségek (beylik) és a mamlúkok harca következtében többször is gazdát cserélt. 1497-ben a délkelet-anatóliai területekért folytatott harcba az oszmánok is beszálltak. Végül 1516-ban I. Szelim szultán véglegesen az Oszmán Birodalomhoz csatolta. 1870-ben kapott városi rangot.
1919. január 15-én a mudroszi fegyverletétel 7. pontjában meghatározottak szerint az angol csapatok elfoglalták a várost. Októberben az angol csapatokat franciák váltották fel.
A köztársaság kikiáltásakor a város az újonnan létrehozott Gaziantep tartomány székhelye lett. 1987-ben a város – Isztambulhoz, Ankarához és İzmirhez hasonlóan – nagyvárosi önkormányzati rangot kapott.

## Gazdaság
A területen élők egyrészt mezőgazdasággal foglalkoznak, a leghíresebb gaziantepi termény a pisztácia, törökül antep fıstığı („antepi mogyoró”). A török pisztácia minőségének javítása és felügyelete érdekében a török állam még egy pisztácia-kutatóintézetet is létrehozott. Törökország 2002-ben 40 000 tonna pisztáciát termelt.
A mezőgazdaság mellett fontos szerep jut az iparnak is, az itt található vállalatok 4%-át adják az ország ipari termelésének és az aktívan dolgozók csaknem 29%-ának adnak munkát. Az ipari területek mérete meghaladja a 12 millió négyzetmétert, textilipari, élelmiszeripari, műanyagipari, vegyipari és fémipari cégek tömörülnek itt. A város, gyorsan növekvő gazdasága miatt az „anatóliai tigrisek” csoportjába tartozik.
A kézművesség ugyancsak fontos része a város és a tartomány gazdasági életének, az antepi kilim és szőnyeg mellett a népviseleti ruhadarabok és a jellegzetes török hangszer, a zurna is itt készül.

## Oktatás
- Gaziantepi Egyetem

## Látnivalók
A város látnivalói közül az egyik legrégebbi a 12 bástyás Antepi vár, melyet a bizánci időkben építettek. A város gazdag ókori történelmének maradványait az Archeológiai múzeumban lehet megtekinteni. A tartomány Nizip körzetétől 10 km-re keletre, az Eufrátesz folyó partján fekszik Belkıs (Zeugma) ókori romvárosa; ennek mozaikjait mutatja be a Zeugmai Mozaikmúzeum.